# La señora de Pérez se divorcia
La señora de Pérez se divorcia  es una película en blanco y negro de Argentina dirigida por Carlos Hugo Christensen, con guion de César Tiempo sobre la obra teatral Divorçons (1880) de Victorien Sardou y adaptada por Francisco Oyarzábal, la cual se estrenó el 19 de julio de 1945 y que tuvo como protagonistas a Mirtha Legrand, Juan Carlos Thorry, Miguel Gómez Bao y Felisa Mary. La adaptación de la citada obra teatral sirvió como secuela de la exitosa película La pequeña señora de Pérez.

## Sinopsis
La señora de Pérez quiere divorciarse por creer que su esposo le es infiel.

## Reparto
Intervienen en la película los siguientes intérpretes:
- Mirtha Legrand ... Julieta de Pérez
- Juan Carlos Thorry ... Doctor Carlos Cupido  Pérez
- Miguel Gómez Bao ... César
- Felisa Mary ... Carolina
- Tito Gómez ... Dr. Jacinto Mauri
- Teresa Pintos
- María Luisa Notar ... Olvido
- Tilda Thamar ... Espuma
- Diego Martínez
- Juan Corona
- Héctor Méndez ... Dr. Gustavo Malabia
- Max Citelli ... Sócrates
- Aurelia Ferrer ... Ramona
- Rita Juárez ... Clarisa
- Teresita Pagano ... Marianita

## Comentarios
La crítica de La Nación dice que el filme es:

”Una limpia y fresca comedia, en gracia comunicativa y directa… escenas risueñas y cordiales, fruto de situaciones bien halladas, y de un diálogo casi siempre oportuno y feliz.”

Calki escribió de la película:

”Después del franco sesgo cómico, pasa al tono de las comedias sofisticadas de Hollywood, desliza en el cedazo alguna escena picaresca de típico sabor francés, no desdeña el tropezón a lo Sturges para el efecto ruidoso, y tiene tiempo todavía para injertar expresiones del más reciente humorismo local.”